# Rivastigmin

Strukturformel för rivastigmin

Rivastigmin (IUPAC-namn: (S)-N-etyl-N-metyl-3-[1-(dimetylamino)etyl]fenylkarbamat, summaformel C14H22N2O2) är en läkemedelssubstans av typ kolinesterashämmare som används vid behandling av olika demenssjukdomar, bland annat Alzheimers sjukdom. Läkemedlet kan inte bota sjukdomen men lindrar de obehagliga symptomen.
Rivastigmin är ett receptbelagt läkemedel under flera namn, till exempel Exelon. Läkemedlet administreras som depotplåster.